# WR 104

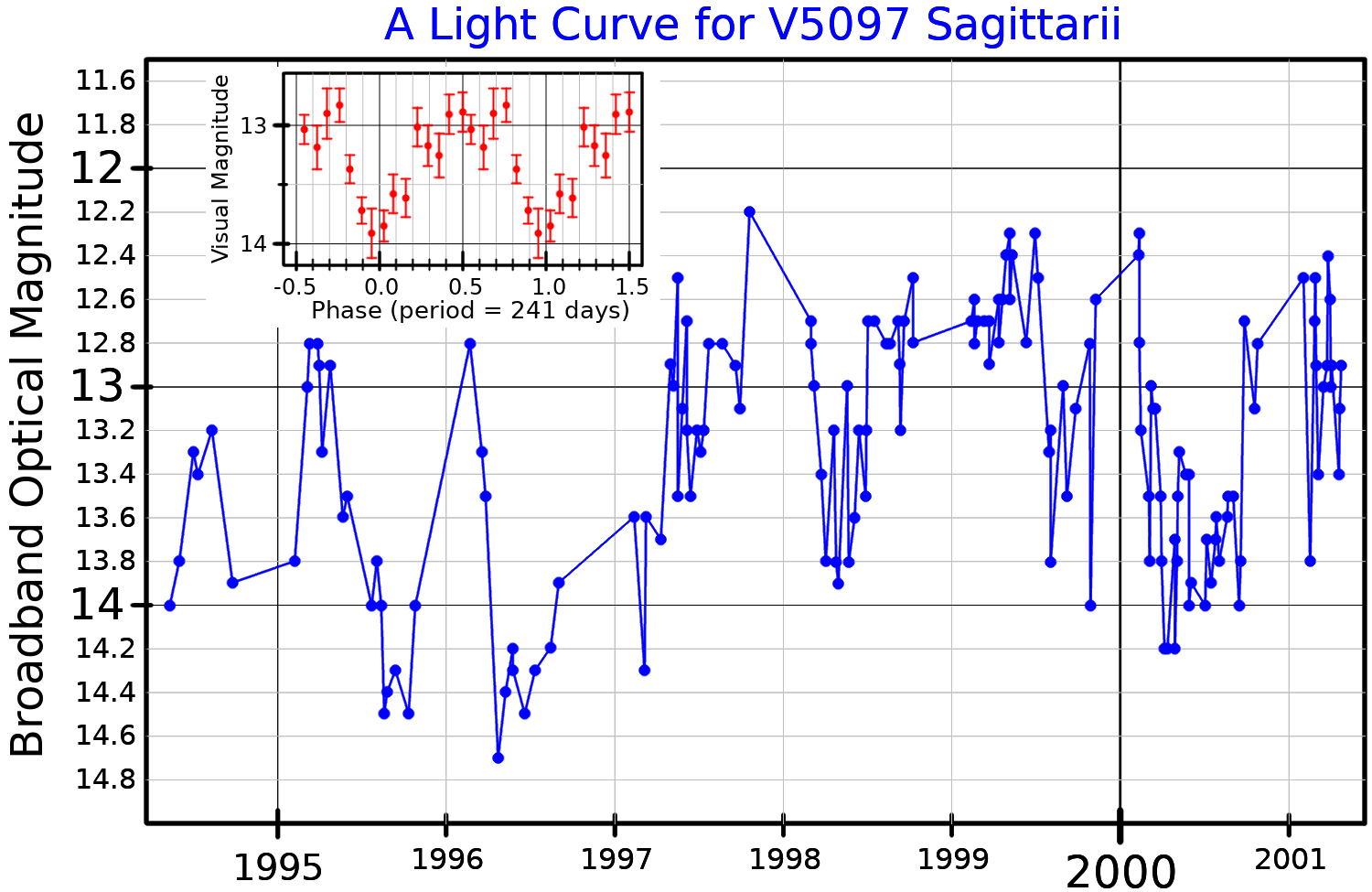
Lichtkromme van WR 104

WR 104 is een dubbelster op ongeveer 8000 lichtjaar van de Aarde bestaande uit een Wolf-Rayetster en een type-O hoofdreeksster. De extreme zonnewind van de Wolf-Rayetster en die van zijn begeleider botsen daarbij op elkaar, waardoor een opvallend spiraalvormig patroon ontstaat dat bovendien roteert met een periode van ongeveer 8 maanden. De gelijkenis met een stuk vuurwerk leverde het systeem de bijnaam Pinwheel system op.
De Wolf-Rayetster is een potentiële supernova en aangezien de rotatie-as van het systeem op de aarde gericht lijkt, ontstond enige zorg omtrent een gammaflits. De kans dat WR 104 ook inderdaad een gammaflits zal veroorzaken wordt echter gering geacht.